# 窒化ニオブ
窒化ニオブ（ちっかにおぶ、Niobium nitride）はニオブの窒化物である。
超伝導転移温度は16K
。
量子コンピューティングの分野で、演算部分の素子は超伝導薄膜によるジョセフソン接合を持つが、このときの薄膜材料の一つとして注目を集めている。